# ЭХО
«ЭХО»  (после 2001 года — «Универ-ЭХО», «Универ-Локо», «Универ-Харьков») — украинская мини-футбольная команда из Харькова, участник чемпионата Украины по мини-футболу.

## История создания
Основателем команды является Василий Симонов. В 1990 году Симонова избирают председателем коллектива физкультуры Харьковского завода электроаппаратуры. Одной из обязанностей Симонова становится организация соревнований по восьми видам спорта, включая футзал.
В 1992 году создаётся мини-футбольная команда, которая также принимает участие в чемпионате города по футболу. Несмотря на любительский статус, команда ежегодно выезжает на недельные сборы в Сухуми. Первыми турнирами для заводского коллектива становятся турнир «Честь марки», проводящийся газетой «Комсомольская правда», а также турнир в Конаково (Тверская область). Команду представляют только работники завода, в возрасте от 22 до 38 лет. Самым возрастным игроком команды является Юрий Кобзарь.
«ЭХО» приглашают в Евроазиатскую лигу, где команда проводит два розыгрыша. По итогам зонального турнира, проходящего в Днепропетровске, «ЭХО» обыгрывает запорожскую «Надежду», победителя неофициального чемпионата Украины, и выходит в финальную часть турнира, проходящую в Москве. В плей-офф «ЭХО» уступает местной команде «Трансавто», в составе которой выступали бывшие футбольные мастера.

## Выступление в чемпионате Украины
В 1993 году «ЭХО» принимает участие в зональном турнире Кубка Украины, проходящем в Славуте, но не выходит из группы. Несмотря на это, команда дебютирует в Первой лиге чемпионата Украины по мини-футболу. Команду возглавляет Валерий Габелков, однако после ряда неудачных игр в начале октября 1993 года его сменяет Роман Павлов.
Ключевым в истории команды становится последний тур первого круга чемпионата. В команду приглашаются ребята 1977 года рождения из спортинтерната: Сергей Вольваков, который позже стал работать в академии «Металлиста»; Владислав Дуюн — позже ставший чемпионом России в составе «Спартака»; Павел Захаров, позже выступавший за «Металлист» и «Нефтяник», Игорь Ломака и Сергей Лукьяненко. С нового года тренером команды становится Юрий Кобзарь, а в команду приглашаются ещё несколько ребят 1975-76 г. р.: Александр Кузьменко, Юрий Кутарев, Сергей Караченцев, Сергей Анцупов, Сергей Новиков, Юрий Крамаренко. Этот сезон команда заканчивает на пятом месте, а следующий — на третьем, и получает право участия в высшей лиге.
В 1997—1998 году команда выступает под названием «Эталон-ЭХО», а президентом команды являлся Николай Александрович Дорогой. В 2001 году команда передаётся недавно созданному футбольному клубу «Универ» и выступает в чемпионате Украины под названием «Универ-ЭХО». В 2002 году из названия команды исчезает «ЭХО»: в качестве спонсора привлекается ЮЖД и команда переименовывается в «Универ-Локо». Когда же «Локомотив» выделяется в отдельный клуб, команда Василия Симонова продолжает существование под названием «Универ-Харьков», финансово поддерживаемая руководством города и области (президент — Олег Чигринов. 2007 год становится последним в истории команды: так и на завоевав за свою историю ни одного комплекта медалей, команда прекращает существование.

## Финансовая поддержка
Финансовое положение команды не было стабильным. До 1995 года команду поддерживал завод электроаппаратуры. После этого помощь оказывала торгово-промышленная фирма ЭХО, существовавшая при заводе и дающая команде продукцию завода на реализацию по отпускным ценам. Руководителям команды приходилось сдавать продукцию в универмаги Донецкой и Луганской области, а разница в цене и шла на поддержание существования команды.
В отсутствие денег приходилось искать спонсора, который временно становился президентом клуба. Мини-футболисты выступали за клуб практически бесплатно, поэтому существовала негласная договорённость о готовности руководителей клуба отпустить игрока в случае, если его пригласят выступать за более успешный клуб.

## Создание детско-юношеской школы
Во время выступлений в высшей лиге в команде охотно доверяли молодёжи. Так, в первом сезоне в высшей лиге девятнадцатилетний Сергей Анцупов забивает 43 мяча и становится вторым в списке бомбардиров после Игоря Москвичёва. В то же время нестабильное финансовое состояние приводило к постоянному оттоку игроков из команды.
В 1997 году принимается решение о необходимости целенаправленной подготовки футзалистов, в то время как раньше брались игроки из футбольных школ. В этом году основывается первая на Украине специализированная футзальная школа ДЮСШ «ЭХО». Школа существует на протяжении 13 лет и закрывается в 2010 году. За время существования десять выпускников ДЮСШ становятся игроками сборной Украины по мини-футболу.

## Статистика выступлений
Первая лига
- 1994 — 5 место («ЭХО»)
- 1995 — 3 место («ЭХО»)

Высшая лига
- 1996 — 9 место («ЭХО»)
- 1997 — 5 место («ЭХО»)
- 1998 — 7 место («Эталон-ЭХО»)
- 1999 — 6 место (ФК «Харьков»)
- 2000 — 11 место («ЭХО»)
- 2001 — 8 место («Универ-ЭХО»)
- 2002 — 6 место («Универ-ЭХО»)
- 2003 — 5 место («Универ-Локо»)
- 2004 — 6 место («Универ-Локо»)
- 2005 — 10 место («Универ-Локо»)
- 2006 — 4 место («Универ-Харьков»)
- 2007 — 12 место («Универ-Харьков»)

Кубок Украины
- 2003 — выход в финал (поражение от МФК «Шахтёр» в дополнительное время — 3:4)